# Challenger de Wolfsburgo
EL Volkswagen Challenger es un torneo profesional de tenis. Pertenece al ATP Challenger Series. Se juega desde el año 1993 sobre pistas duras, en Wolfsburgo, Alemania.

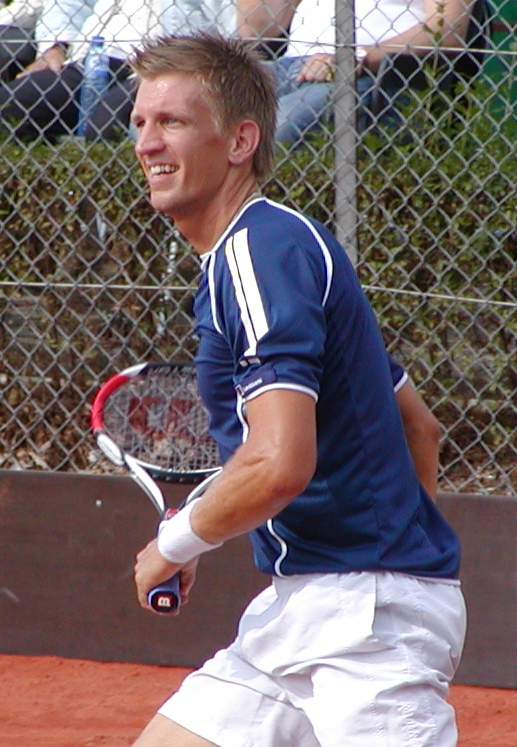
El tenista finlandés Jarkko Nieminen ganó la edición de individuales en el año 2001

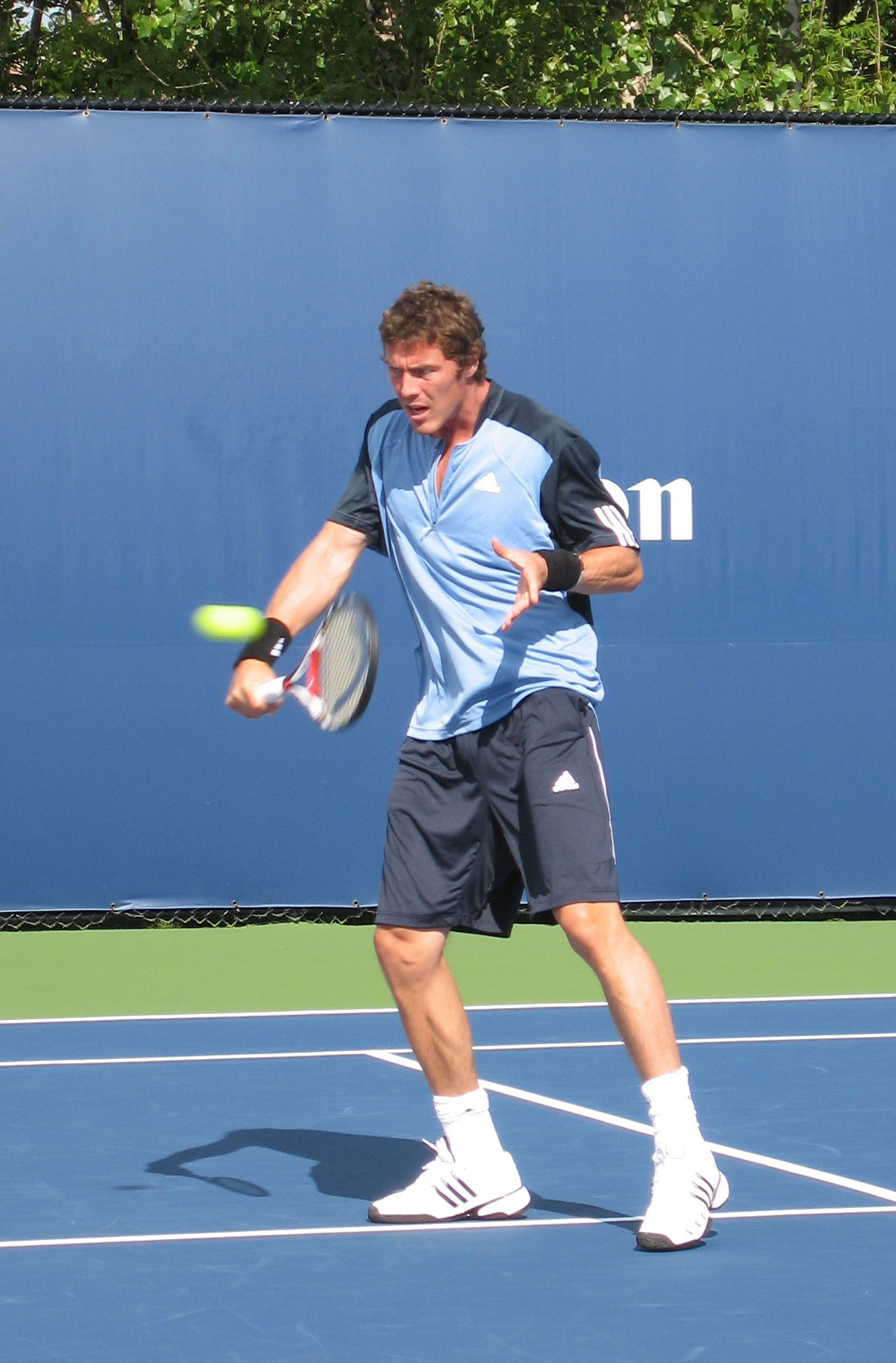
El ruso Marat Safin junto a Dušan Vemić ganaron la edición de 1998 en modalidad dobles

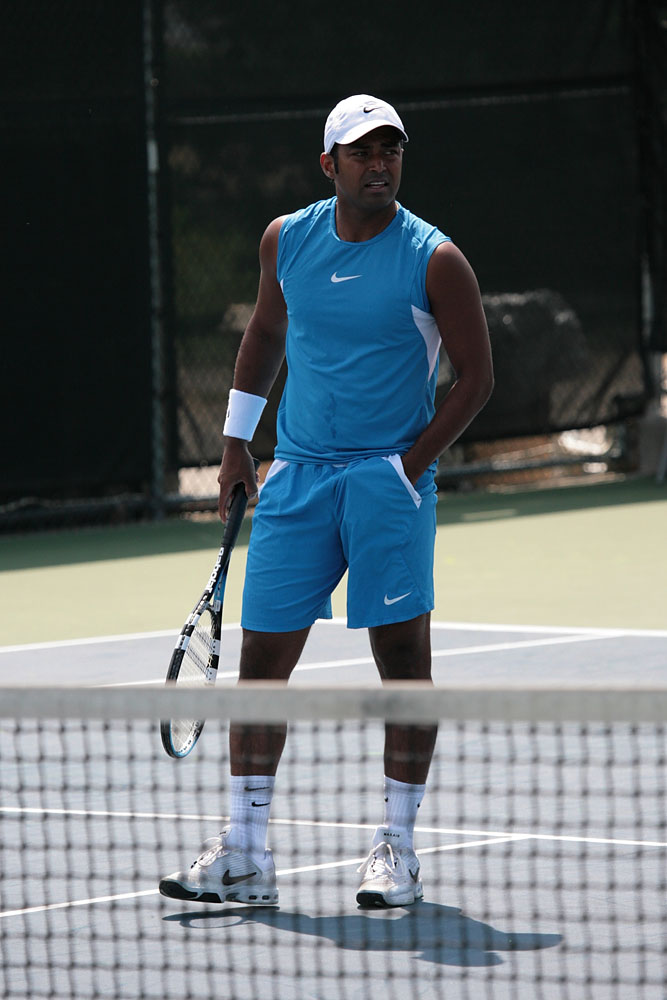
El indio Leander Paes ganador de la primera edición en dobles junto a Donald Johnson

## Palmarés

### Individuales
| Año  | Campeón            | Finalista            | Resultado           |
| ---- | ------------------ | -------------------- | ------------------- |
| 2012 | Igor Sijsling      | Jerzy Janowicz       | 4–6, 6–3, 7–6(9)    |
| 2011 | Ruben Bemelmans    | Dominik Meffert      | 6–7(8), 6–4, 6–4    |
| 2010 | No se disputó      | No se disputó        | No se disputó       |
| 2009 | Ruben Bemelmans    | Stefano Galvani      | 7–6(5), 3–6, 6–3    |
| 2008 | Louk Sorensen      | Farrukh Dustov       | 7–6(7), 4–6, 6–4    |
| 2007 | Robin Haase        | Daniel Brands        | 6–2, 3–6, 6–1       |
| 2006 | Alexander Waske    | Yeu-tzuoo Wang       | 6–2, 6–4            |
| 2005 | Dieter Kindlmann   | Tobias Summerer      | 7–5, 4–1 retired    |
| 2004 | Michal Tabara      | Florian Mayer        | 6–4, 6–3            |
| 2003 | Axel Pretzsch      | Arvind Parmar        | 6–7(1), 7–6(5), 6–4 |
| 2002 | Jakub Herm-Zahlava | Dick Norman          | 6–4, 6–2            |
| 2001 | Jarkko Nieminen    | Andy Fahlke          | 3–6, 6–2, 7–5       |
| 2000 | Andrei Stoliarov   | Oscar Burrieza-Lopez | 3–6, 6–3, 6–0       |
| 1999 | Axel Pretzsch      | Diego Nargiso        | walkover            |
| 1998 | Ivo Heuberger      | Dirk Dier            | 6–7, 6–4, 6–4       |
| 1997 | Jens Knippschild   | Arne Thoms           | 6–4, 6–3            |
| 1996 | Gianluca Pozzi     | Thomas Johansson     | 4–6, 7–6, 7–6       |
| 1995 | David Prinosil     | Martin Sinner        | 6–4, 7–6            |
| 1994 | Alexander Mronz    | Albert Chang         | 6–3, 7–5            |
| 1993 | Cristiano Caratti  | Lars Koslowski       | 6–7, 6–1, 6–2       |

### Dobles
| Año  | Campeones                             | Finalistas                          | Resultado            |
| ---- | ------------------------------------- | ----------------------------------- | -------------------- |
| 2012 | Laurynas Grigelis Uladzimir Ignatik   | Tomasz Bednarek Olivier Charroin    | 7–5, 4–6, [10–5]     |
| 2011 | Matthias Bachinger Simon Stadler      | Dominik Meffert Frederik Nielsen    | 3–6, 7–6(3), [10–7]  |
| 2010 | No se disputó                         | No se disputó                       | No se disputó        |
| 2009 | Travis Rettenmaier Ken Skupski        | Sergei Bubka Alexandre Kudryavtsev  | 6–3, 6–4             |
| 2008 | Carsten Ball Izak van der Merwe       | Richard Bloomfield Ken Skupski      | 7–6(5), 6–3          |
| 2007 | Alexander Peya Lars Übel              | Joshua Goodall Jan Mertl            | 6–4, 6–4             |
| 2006 | Jean-Claude Scherrer Uros Vico        | Frank Moser Sebastian Rieschick     | 7–6(3), 6–7(5), 10–8 |
| 2005 | Philipp Petzschner Alexander Peya     | Aisam-ul-Haq Qureshi Lovro Zovko    | 6–2, 6–4             |
| 2004 | Robert Lindstedt Jean-Claude Scherrer | Juan-Ignacio Carrasco Josh Goffi    | 6–2, 4–6, 7–6(5)     |
| 2003 | Karsten Braasch Axel Pretzsch         | Alexander Peya Aisam-ul-Haq Qureshi | 6–4, 6–2             |
| 2002 | Jan Hernych Shaun Rudman              | Filippo Messori Gianluca Pozzi      | 7–6(3), 6–7(3), 6–3  |
| 2001 | Robert Lindstedt Fredrik Loven        | Jan Boruszewski Markus Menzler      | 7–6(5), 6–7(7), 6–4  |
| 2000 | Jan-Ralph Brandt Martin Sinner        | Tomáš Cibulec Leoš Friedl           | 7–5, 3–6, 7–6        |
| 1999 | Adriano Ferreira Maurice Ruah         | Karsten Braasch Dirk Dier           | walkover             |
| 1998 | Marat Safin Dušan Vemić               | Jan-Ralph Brandt Thomas Messmer     | 6–4, 4–6, 6–2        |
| 1997 | Nicola Bruno Laurence Tieleman        | Henrik Holm Nils Holm               | 7–6, 6–4             |
| 1996 | Dirk Dier Arne Thoms                  | Jim Pugh Joost Winnink              | 6–4, 6–4             |
| 1995 | Martin Sinner Joost Winnink           | Dirk Dier Lars Koslowski            | 7–5, 6–3             |
| 1994 | Rich Benson Adam Malik                | Wayne Arthurs Simon Youl            | 7–6, 6–4             |
| 1993 | Donald Johnson Leander Paes           | Jan Apell Michael Mortensen         | 7–6, 6–1             |